# 이장곤교지
이장곤 교지(李長坤 敎旨)는 대한민국 경상남도 창녕군 대합면 평지리에 있는. 조선시대 중종때 우찬성겸병조판서를 역임한 이장곤의 교지이다. 1996년 3월 11일 경상남도의 유형문화재 제309호로 지정되었다.

## 개요
조선시대 중종때 우찬성겸병조판서를 역임한 이장곤의 교지는 금관지의 재질로 되어 있으며, 가로 118㎝, 세로 69㎝ 규격의 52자의 글자가 새겨져 있다.

## 참고 문헌
- 이장곤교지 - 국가유산청 국가유산포털